# Oarces reticulatus
Oarces reticulatus is een spinnensoort in de taxonomische indeling van de Spinneneters (Mimetidae).
Het dier behoort tot het geslacht Oarces. De wetenschappelijke naam van de soort werd voor het eerst geldig gepubliceerd in 1849 door Nicolet.